# ريزستنس: فول أوف مان
 ريزستنز: فول أوف مان (بالإنجليزية: Resistance: Fall of Man)‏ لعبة فيديو مخصصة لجهاز البلاي ستيشن 3 تعتبر من أكثر العاب الجهاز نجاحاً.

## غزو إنجلترا
هم الفضائيين الغزو على أوروبا بأكملها، ونجحت بغزو بريطانيا وتحويل المجتمع إلى وحوش مسخة، وكان الجيش الأمريكي قد وصل
لبريطانيا لإنقاذ المجتمع الإنساني ضد خطر الفضائيين .